# Ng Mee Fen
Ng Mee Fen (* 9. Mai 1982) ist eine malaysische Badmintonspielerin.

## Karriere
Ng Mee Fen nahm an den Badminton-Weltmeisterschaften 1999 und 2001 teil und erreichte dort als beste Platzierung Rang 17 bei ihrem zweiten Start. Bei den Südostasienspielen 2001 gewann sie Bronze ebenso wie bei den Commonwealth Games 2002.

## Sportliche Erfolge
| Saison | Veranstaltung      | Disziplin    | Platz | Name       |
| ------ | ------------------ | ------------ | ----- | ---------- |
| 1999   | Weltmeisterschaft  | Dameneinzel  | 33    | Ng Mee Fen |
| 2001   | Weltmeisterschaft  | Dameneinzel  | 17    | Ng Mee Fen |
| 2001   | Südostasienspiele  | Dameneinzel  | 3     | Ng Mee Fen |
| 2001   | Indonesia Open     | Dameneinzel  | 5     | Ng Mee Fen |
| 2002   | Commonwealth Games | Herrendoppel | 3     | Ng Mee Fen |